# Nevile's Court

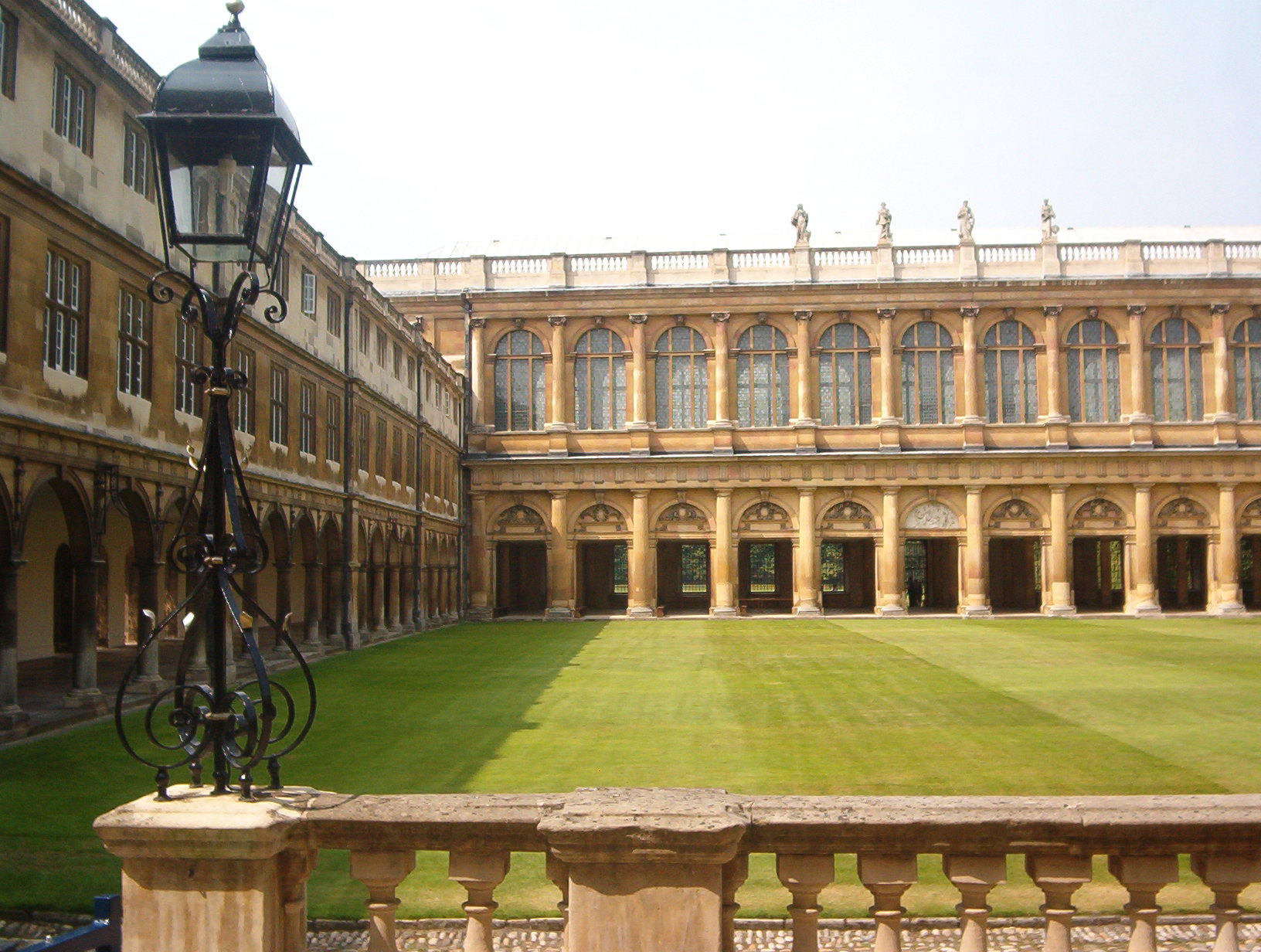
Nevile's Court mot Wren Library

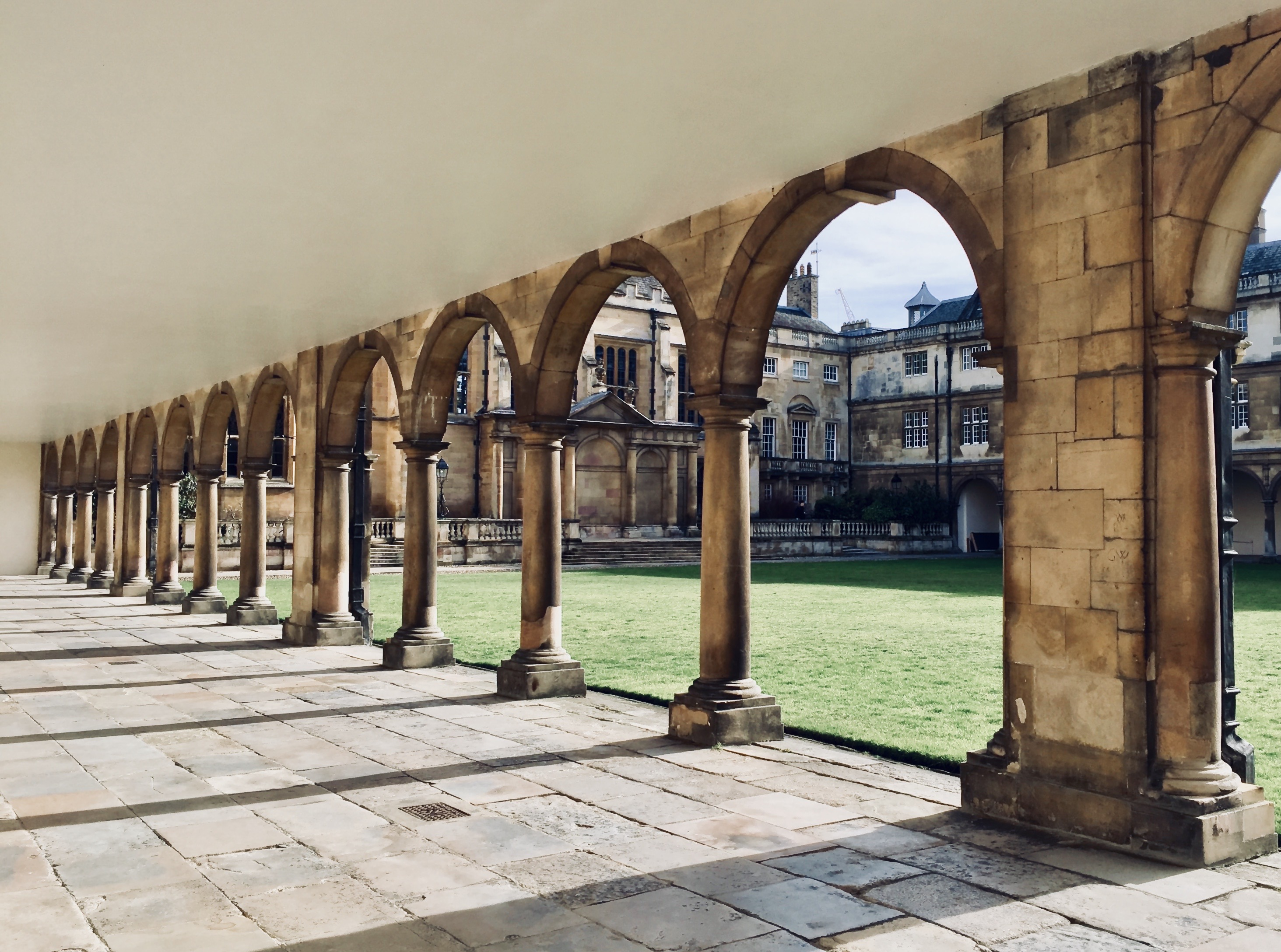
Kolonnaden i Nevile's Court

Nevile's Court är en innergård i Trinity College, Cambridge, England, skapad genom en testamentarisk gåva av skolans rektor Thomas Nevile.
Den östra sidan domineras av skolans sal, och den norra och södra sidan rymmer collegerum för stipendiater (och några studenter) vilka är upphöjda ovanför korsgångarna. Innergården betraktas som skolans sanctum sanctorum (heligast av heliga) av stipendiater och studenter på grund av svårigheten att få rum där.
Det var i den norra korsgången som Isaac Newton stampade med foten för att tajma ekot och bestämma ljudets hastighet för första gången.
Den ursprungliga gården, som stod klar 1612, var ungefär 60% av sin nuvarande längd och dess västra sida bestod av en mur i vilken det fanns en port som ledde till floden Cams strand. (Porten, känd som Nevile Gate, står nu som en ingång till skolan från Trinity Lane.)
Den västra sidan omvandlades från 1673 och framåt när rektorn Isaac Barrow övertalade sin vän Christopher Wren att designa ett bibliotek för skolan. Wren Library stod klart 1695 och är ett mästerverk i klassisk stil. Samtidigt förlängdes den norra och södra sidan för att nå det nya biblioteket. Rummen på norra sidan bekostades av Sir Thomas Sclater, som lade ut 800 punds för ändamålet. I det "gamla gästrummet" på södra sidan står mottona "Vernon semper viret" och "Le bon temps viendra" i taket.
Nevile's Court restaurerades och byggdes om på 1700-talet när gavlarna, som visas på ett tryck gjort av David Loggan, togs bort.